# 动态货架寿命
動態貨架壽命（原文：Dynamic shelf life），又稱作動態貨架保存期限。貨架上的物品，會隨著周遭環境的不斷變化，而改變其保存期限。在貨架上，裝設感應器（如：溫度、濕度等），物品的保存期限，不再是一個固定的日期或期限。
例如：賣場的瓶裝牛奶，僅僅依照瓶裝上的日期，先進貨的先賣出。這樣的銷售方式，容易導致牛奶在保存期限內，因保存環境改變而變質，卻不自知，讓消費者喝到提前過期的商品。配備有「動態貨架壽命」監控設備，將改變成，快變質的優先賣出。